# Mimi Leder
Pour les articles homonymes, voir Leder.
Miriam Leder, dit Mimi Leder, est née le 26 janvier 1952 à New York, État de New York, États-Unis, est une réalisatrice et productrice américaine. Elle est la première femme à être diplômée de l’American Film Institute.

## Biographie

### Début de carrière
Avant de passer à la réalisation Mimi Leder travaille comme scripte pendant une dizaine d'années sur des longs-métrages et des séries. Elle devient réalisatrice sur la série La Loi de Los Angeles.
Au début de sa carrière elle est principalement connue pour ses films d'action et son utilisation des effets spéciaux. Avec le succès public et critique qu'elle rencontre, beaucoup de personnes espèrent la voir devenir une des rares grandes réalisatrices de blockbuster. Elle est également connue pour son travail dans le milieu de la série télé, elle gagna par exemple deux Emmys pour la série Urgences.
Mais l’échec critique et public d'Un monde meilleur en 2000 mit un frein à sa carrière. Pour Byrdie Lifson Pompan, l’agente à l’époque de Mimi Leder, le revers qu’a essuyé Mimi était beaucoup plus important parce qu’elle était une femme réalisatrice.

### Les séries télévisuelles
Elle continua cependant sa carrière dans le monde des séries là où elle avait commencé. Elle fut notamment engagée par Damon Lindelof pour être la réalisatrice principale de la série The Leftovers dont elle est devenue productrice exécutive.
D’après l’équipe, elle apporta énormément à la série en changeant notamment la palette de couleurs. Elle modifia quelque peu la réalisation de la série en ajoutant plus de plans larges et des plans serrés soutenus, une de ses marques de fabrique.
Son travail dans les séries télé lui a permis de revenir sur le devant de la scène. Elle fut par exemple nommée en 2020 aux Emmy Awards dans la catégorie « meilleure réalisation pour une série dramatique » pour son travail sur la série The Morning show.

### Retour au long-métrage
Elle est revenue à la réalisation de long-métrage en 2019 avec Une femme d'exception un biopic sur la juge Ruth Bader Ginsburg. C'est le premier film qu'elle réalise en 10 ans depuis The Code et le deuxième en 19 ans depuis l'échec d'Un monde meilleur.

### Vie privée
Elle est la fille du réalisateur Paul Leder, spécialisé dans la réalisation de films à très petits budgets comme I Dismember Mama et Goin’ to Chicago. Son enfance est ainsi marquée par les plateaux de tournage. Son père l'emmène avec lui et elle devient assistante-réalisatrice ou réalisatrice de deuxième équipe sur plusieurs de ses films.
Mimi Leder est mariée avec l'acteur Gary Werntz, et est la mère de l'actrice Hannah Werntz.

## Filmographie

### Réalisatrice

#### Cinéma
- 1997 : Le Pacificateur (The Peacemaker)
- 1998 : Deep Impact
- 1999 : Sentimental Journey (court métrage)
- 2000 : Un monde meilleur (Pay It Forward)
- 2009 : The Code (Thick as Thieves)
- 2018 : Une femme d'exception (On the Basis of Sex)

#### Télévision

##### Téléfilms
- 1988 : Nightingales
- 1991 : Sisters
- 1991 : A Little Piece of Heaven (en)
- 1992 : Prisonnière de son passé (Woman with a Past)
- 1993 : Seul contre la pègre (Marked for Murder)
- 1993 : À la recherche de mon fils (There Was a Little Boy)
- 1993 : Rio Shannon
- 1993 : House of Secrets
- 1994 : Le rêve brisé de Debbie (Baby Brokers)
- 1994 : Le Silence de l'innocent (en) (The Innocent)
- 2009 : U.S. Attorney
- 2010 : The Quinn-tuplets
- 2011 : Heavenly

##### Séries télévisées
- 1987 : La Loi de Los Angeles (L.A. Law) 2 épisodes
- 1988 : A Year in the Life 2 épisodes
- 1988 : Les Incorruptibles de Chicago (Crime Story) Saison 2 - Épisode 19
- 1988 : The Bronx Zoo (en) Saison 2 - Épisode 11
- 1988 : Jack Killian, l'homme au micro (Midnight Caller) Saison 1 - Épisode 3
- 1989 : Nightingales (en) Saison 1 - Épisode 2
- 1989 à 1991 : China Beach (13 épisodes)
- 1994-2009 : Urgences (E.R.) (11 épisodes)
- 2001 : The Beast
- 2002-2003 : John Doe (6 épisodes)
- 2005 : Jonny Zéro (4 épisodes)
- 2005 : Related (épisode pilote)
- 2006 : À la Maison-Blanche (The West Wing) Saison 7 - Épisode 16
- 2006 : Vanished (4 épisodes)
- 2010 : Human Target : La Cible Saison 2 - Épisode 2
- 2011-2015 : Shameless (6 épisodes)
- 2012 : Luck (2 épisodes)
- 2012 : Nashville Saison 1 - Épisode 7
- 2012 et 2013 : Smash (2 épisodes)
- 2013 : Full Circle (2 épisodes)
- 2014 : Almost Human Saison 1 - Épisode 10
- 2014-2015 : The Leftovers (7 épisodes)
- 2019 : The Morning Show

### Productrice exécutive

#### Cinéma
- 1983 : I'm Going to Be Famous de Paul Leder (Productrice associée)
- 1986 : The Education of Allison Tate de Paul Leder (Productrice associée)
- 2003 : Baltic Storm (en) de Reuben Leder

#### Télévision

##### Téléfilms
- 2009 : U.S. Attorney

##### Séries télévisées
- 1988-1991 : China Beach (Productrice superviseur)
- 1994-1996 : Urgences (E.R.) (Coproductrice exécutive)
- 2001 : The Beast
- 2002-2003 : John Doe
- 2005 : Jonny Zéro
- 2006 : Vanished
- 2014-2015 : The Leftovers